# Hareskov Elektric
Hareskov Elektric blev grundlagt i 1961 for at lave villainstallationer for selvbyggere i Hareskovby af installatør Jørgen Glyb.
Med 150 medarbejdere, og 60 servicevogne er Hareskov Elektric i dag blandt landets største familieejede installationsvirksomheder. Omsætningen er i området af 120 millioner kroner om året.
Firmaet leverer i dag alle typer af el-installationer, kommunikationsløsninger og alarm- og sikringsløsninger og ledes af Jesper Glyb.

## Eksterne link
- www.hareskov-elektric.dk